# Франц Еберхард (XV) граф фон Ербах-Ербах
Франц Еберхард (XV) Карл Фридрих Лудвиг Вилхелм фон Ербах-Ербах (на немски: Franz Eberhard (XV) Carl Friedrich Ludwig Wilhelm Graf von Erbach-Erbach; * 27 ноември 1818, Ербах; † 8 юни 1884, Ербах) е управляващ граф на Ербах-Ербах и Вартенберг-Рот, господар на Бройберг. Той е в „Първата камера“ на Велико херцогство Хесен (1834 – 1884), наследствен член на „Камерата на имперските съсловия“ в Бавария (9 декември 1842) и народен представител. През 1854 г. той е номиниран на баварски полковник à la suite.

## Биография
Той е единствен син на граф Карл II фон Ербах-Ербах (1782 – 1832) и съпругата му графиня Анна София фон Ербах-Фюрстенау (1796 – 1845), дъщеря на граф Кристиан Карл фон Ербах-Фюрстенау (1757 – 1803) и графиня Доротея Луиза Мариана фон Дегенфелд-Шонбург (1765 – 1827). Внук е на граф Франц фон Ербах-Ербах (1754 – 1823) и принцеса Шарлота Луиза Поликсена фон Лайнинген-Дагсбург (1755 – 1785). Брат е на Луиза Емилия София фон Ербах-Ербах (1819 – 1894).
Баща му умира след дълго боледуване през 1832 г. Децата му остават под опекунството на майка им и нейния брат Албрехт фон Ербах-Фюрстенау (1787 – 1851).
Франц Еберхард следва право в университета в Бон (1837 – 1838) и право и държавна икономика в университета в Хайделберг (1838 – 1840). През 1839 г. наследява баща си.
Умира на 65 години на 8 юни 1884 г. в Ербах и е погребан в Михелщат.

## Фамилия
Първи брак: на 2 ноември 1843 г. в Михелщат с Клотилда София Адела Фердинанда Емма фон Ербах-Фюрстенау (* 12 януари 1826, Фюрстенау; † 18 октомври 1871, Ербах), дъщеря на чичо му граф генерал-майор Албрехт фон Ербах-Фюрстенау (1787 – 1851) и принцеса Луиза София Емилия фон Хоенлое-Нойенщайн-Ингелфинген (1788 – 1859). Те имат 9 деца:
- Франц Георг Албрехт IV Ернст Фридрих Лудвиг Кристиан (* 22 август 1844, Ербах; † 19 април 1915, Обермосау), граф на Ербах-Ербах и Вартенберг-Рот, женен на 12 септември 1878 г. в Щолберг за принцеса Ерика Юлиана фон Щолберг-Щолберг (* 15 юли 1856, Щолберг; † 20 март 1928, Ротлебероде, Харц), дъщеря на 1. княз Алфред фон Щолберг-Щолберг (1820 – 1903) и принцеса Августа Амалия Ида фон Валдек-Пирмонт (1824 – 1893); има един син
- Ернст Франц (* 9 октомври 1845, Ербах; † 3 юли 1889, Ербах), женен на 31 декември 1871 г. в Ербах за Мария Августа Вилхелмина Кредел, направена „фрау фон Вилденщайн“ на 27 ноември 1871 в Дармщат (* 1 септември 1847, Ербах; † 23 май 1921, Ербах), дъщеря на Йохан Албрехт Кредел, постхалтер на Михелщат; има 4 дъщери
- Франц Еберхард Александер Едгар Август Адалберт (* 1 март 1847, Ербах; † 5 юни 1901, Неапол, погребан в Ербах). женен на 5 юли 1875 г. във Вюрцбург за Анна Китнер, направена „фрау фон Курл“ на 16 август 1877 в Дармщат (* 16 април 1847, Аморбах; † 27 декември 1926, Аморбах)
- Франц Алфред Емил (* 10 април 1848, Ербах; † 2 август 1866, убит в дворец Храдек, Бохемия)
- Франц Александер Фридрих (* 1 септември 1849, дворец Еулбах; † 16 юли 1874, дворец Еулбах)
- Франц Артур Лудвиг Адалберт (* 1 септември 1849, дворец Еулбах; † 7 юни 1908, Ербах), женен на 8 октомври 1878 г. в Еберсдорф, Тюрингия, за принцеса Мария Фридерика фон Бентхайм-Текленбург (* 31 март 1857, Клархолц; † 17 ноември 1939, Хайделберг), дъщеря на принц Адолф фон Бентхайм-Текленбург-Реда (1804 – 1874) и принцеса Анна Ройс (1822 – 1902); има трима сина
- София Емилия Луиза Еулалия Емма Текла Луитгарда Аделхайд (* 17 февруари 1851, Ербах; † 7 октомври 1915, Ербах)
- Емилия Луиза София (* 18 май 1852, дворец Еулбах; † 6 февруари 1919, Бад Хомбург), омъжена на 16 октомври 1888 г. в дворец Рот за граф Фридрих Ернст фон Зайн-Витгенщайн-Берлебург (* 5 юни 1837; † 16 април 1915, Меран), внук на граф Георг Ернст фон Зайн-Витгенщайн-Берлебург, и син на граф Лудвиг Йозеф фон Зайн-Витгенщайн-Берлебург (1784 – 1857) и графиня Паулина фон Дегенфелд-Шонбург (1803 – 1861)
- Аделхайд Луиза (* 12 март 1861, Ербах; † 3 октомври 1861, Ербах)

Втори брак: на 1 април 1880 г. с Мария Вилхелмина Лук, направема фрау фон Лихтенберг (* 1842/43; † 26 юли 1934, Михелщат). Те имат две дъщери:
- Мария фон Лихтенберг (* 1871)
- Антония фон Лихтенберг (* 1875)